# Andrew Zimmern
Andrew S. Zimmern, född 4 juli 1961 i New York, är en matkrönikör, matexpert och kritiker, talkshowvärd på radio, tvpersonlighet och kock. Zimmern, som har skrivit i många nationella magasin och tidskrifter, har förärats med "Society of Professional Journalists Page One Award". Han är mest känd som värd i två veckoliga resedokumentärer på Travel Channel som heter Bizarre Foods och Bizarre World.

## Bakgrund
Zimmern föddes och växte upp i New York i en judisk familj, och påbörjade sin formella kulinariska träning vid 14 års ålder. Han studerade vid Dalton School och utexaminerades från Vassar College. Zimmern, som har bidragit till många av New Yorks finaste restauranger som antingen köksmästare eller direktör, föreläste om restaurangförvaltning och design vid New School for Social Research, och är som en konsult tillskriven skapandet av flera restauranger i New York.
1992 flyttade Zimmern till Minnesota där han behandlades för drog- och alkoholberoende. Senare fick han stort erkännande som köksmästare på "Cafe Un Deux Trois" i Minneapolis. Hans menyer fick de högsta betygen i St. Paul Pioneer Press, Minneapolis Star Tribune, Minnesota Monthly, Mpls.St.Paul Magazine, och många andra nationella tidningar. Zimmern lämnade restaurangen 1997.
Zimmern bor i St. Paul med sin fru Rishia (född Haas), och son Noah.

## Skrivande och TV-arbete
Som en matpersonlighet var Zimmern värd för det populära mattalkshowprogrammet Chowhounds!, som ägde rum på lördagar på Clear Channel i Minnesotas radio. I juni 2007 var han värd för The Andrew Zimmern Show med Colleen Kruse. Han har varit gäst vid många nationella välgörenhetstillställningar, matfestivaler och galor.
Därutöver är Zimmern matreporter på Fox News i Minneapolis, och deltar i många andra matprogram. Han har varit med på CNN:s "Money and Health" samt National Broadcasting Companys The Today Show. Han spelar huvudrollen i instruktionsvideorna av "The Cooking Club of America". Med jämna mellanrum talar han till professionella organisationer runt hela världen om alla kulinariska problem, från "American Federation of Chefs" till "the Chinese Chefs National Committee". Höste 2002 gästade han Kina och reste, föreläste och demonstrerade det kinesiska köket. 2007 gästspelade i en episod från 2007 i Anthony Bourdains program "No Reservations".

## Bizarre Foods
Zimmern är värd för Bizarre Foods with Andrew Zimmern på Travel Channel. Programmet, som består av att Zimmern reser till olika delar av världen för att testa märkliga maträtter, har visats i fyra säsonger med 47 avsnitt, och han har i dessa besökt 28 länder och 14 stater. Spinoffen Andrew Zimmern's Bizarre World visades för första gången den 1 september 2009 med Kuba som första destination.